# Пищик, Григорий Максимович
Григорий Максимович Пищик (18 мая 1925, Шахты, Северо-Кавказский край — 18 марта 2007, Белая Калитва, Ростовская область) — наводчик истребительно-противотанковой батареи 45-миллиметровых пушек 1054-го стрелкового полка 301-й стрелковой дивизии 9-го стрелкового корпуса 5-й ударной армии 3-го Украинского фронта, рядовой 1-го Белорусского фронта, сержант командир расчёта, старший сержант.

## Биография
Родился 18 мая 1925 года в городе Шахты Ростовской области.
В Красной армии с августа 1943 года. Участник Великой Отечественной войны с сентября 1943 года. Сражался на Юго-Западном, 3-м Украинском и 1-м Белорусском фронтах. Принимал участие в освобождении Молдавии, Польши, в боях на территории Германии, в форсировании Пилицы, Одера, в штурме Берлина.
За мужество и отвагу, проявленные в боях, рядовой Пищик Григорий Максимович 22 сентября 1944 года награждён орденом Славы 3-й степени. 4 марта 1945 года награждён орденом Славы 2-й степени.
14-17 апреля 1945 года при прорыве обороны неприятеля на реке Одер в районе железнодорожной станции Вербиг и в уличных боях за Берлин уничтожил свыше 10 пехотинцев, подбил 2 танка и 2 бронетранспортера.
Указом Президиума Верховного Совета СССР СССР от 15 мая 1946 года за образцовое выполнение заданий командования старший сержант Пищик Григорий Максимович награждён орденом Славы 1-й степени, став полным кавалером ордена Славы.
В 1945 году демобилизован. Жил в городе Белая Калитва. 
Награждён также орденами Отечественной войны 1 степени, Трудового Красного Знамени, "Знак Почёта", медалями.
Скончался 18 марта 2007 года.

## Память
- Мемориальная доска А. С. Рубашкину установлена на Аллее Славы в парке Маяковского города Белая Калитва[1][~ 1].

## Комментарии
1. ↑  Памятник установлен в 1985 году, является объектом культурного наследия в Ростовской области. Решение № 301 «О принятии на государственную охрану памятников истории и культуры в Ростовской области» от 18.11.1992 было принято Ростовским областным Советом народных депутатов. Номер в реестре: 611510363630005, учётный номер: 61-66492[2].